# Tylonyx tampae
Tylonyx tampae är en mångfotingart som beskrevs av Cook 1899. Tylonyx tampae ingår i släktet Tylonyx och familjen storjordkrypare. Inga underarter finns listade i Catalogue of Life.